# Der Tod ist ein Postmann mit Hut
Der Tod ist ein Postmann mit Hut ist ein Roman des deutschen Autors Martin von Arndt, erschienen 2009.

## Handlung
Im Zentrum des in Innsbruck angesiedelten Buches steht der Jazzgitarrist Julio. Geschieden von seiner Frau Ines, die er noch immer geradezu pathologisch liebt, nicht mehr ganz jung, beruflich gedemütigt (er muss davon leben, Klassiker der Rockmusik für chinesische Schnellimbisse aufzubereiten: „Smells like teen spirit. Mit Geschmacksverstärker.“) und mitten in einer Depression, erhält er plötzlich an seinem 40. Geburtstag anonym ein leeres Blatt Papier als Einschreibe-Brief. Die Prozedur wiederholt sich Monat für Monat. Julio macht sich nach anfänglicher Lethargie auf, nach dem Urheber des Schreibens, dem Sinn der Briefe, dem möglicherweise dunklen Geheimnis in seiner eigenen Vergangenheit oder in der seiner Familie zu suchen. Bei seinen Recherchen trifft er auf den pensionierten Kriminalbeamten Koloman Steinbichler (alias „der Grantler“), der versucht, Julio mit halbprofessionellen Methoden weiterzuhelfen. Als gegen Ende des Romans Steinbichler stirbt, hat Julio nur eine vage Idee, wer hinter den Briefen stecken könnte, scheint aber Einsicht in die Mechanik des Daseins gefunden, seine Depression überwunden und zu neuem Lebensmut gefunden zu haben.
In die Rahmenhandlung eingebettet ist eine Erzählung in Form eines forensischen Protokolls. In ihr schildert ein Mann die Geschehnisse einer Mordnacht, bei der ein Mensch getötet und er selbst angeschossen wird. Das Protokoll soll dazu dienen, die Leiche des oder der Getöteten zu finden, wirft aber, je weiter der Text voranschreitet, immer noch mehr Fragen auf, als dass die eigentliche Frage tatsächlich beantwortet würde. Über den inneren Zusammenhang mit der Rahmenhandlung (Parzival-Motiv) informiert der Autor in seinen Frequently Asked Questions zum Roman.

## Thema und Deutung
Die existentialistische Hintergrundfolie des Romans Der Tod ist ein Postmann mit Hut lässt den Protagonisten Julio als Antihelden im Sinne Camus’ erscheinen, der durch die anonymen Einschreiben dem Absurden begegnet. Julio will diesem Geheimnis auf die Spur kommen, er sucht nach Antworten, nach Rechtfertigung, nach Sinn. Doch er muss unweigerlich scheitern. „Das Absurde entsteht aus dieser Gegenüberstellung des Menschen, der fragt, und der Welt, die vernunftwidrig schweigt.“ (Camus: Der Mythos des Sisyphos)
Für Julio gibt es bald keine Hoffnung mehr, den Urheber der Briefe zu finden. Auf seiner Reise begegnet er stattdessen immer wieder nur den Vorboten des Todes als einziger Realität und nicht mehr anzuzweifelnder Wahrheit des absurden Menschen. Diese Erkenntnis erschüttert Julios Leben in seinen Grundfesten, lässt keine Illusion von Sinnhaftigkeit mehr zu und wirft ihn auf das Hier und Jetzt zurück. „Der absurde Mensch hat verlernt zu hoffen. Endlich ist die Hölle des Gegenwärtigen sein Reich.“
Gleichzeitig befreit diese Erkenntnis Julio von den Fesseln, in die er zuvor sein Leben gezwängt hat. Die gescheiterte Beziehung mit Ines, seine erfolglose Karriere als Musiker verlieren für Julio aus der Perspektive des Absurden an Bedeutung. „Sich in diese grundlose Gewissheit stürzen, sich von nun an dem eigenen Leben gegenüber recht fremd fühlen, um es größer werden zu lassen und ohne die Kurzsichtigkeit eines Verliebten zu durchmessen – darin liegt das Prinzip einer Befreiung. Diese neue Unabhängigkeit ist zeitlich begrenzt wie jede Handlungsfreiheit. Sie stellt keinen Wechsel auf die Ewigkeit aus. Aber sie ersetzt die Illusionen der Freiheit, die alle vor dem Tode haltmachen.“
Am Ende des Romans macht sich Julio auf, sein neues Leben anzunehmen, ohne Hoffnung auf Sinn und Erlösung. Aber es ist jetzt sein Leben, dem er sich mit neu gewonnener Freiheit bewusst zuwendet. Mit Camus müssen wir uns Julio als einen glücklichen Menschen vorstellen.

## Erzähltechnik führen
In seiner Technik des Spiels mit Elementen des Kriminalromans, die von der Frage nach dem Täter (Whodunnit als Spielart des Krimis) zu allgemein existentiellen Fragen führen, steht Der Tod ist ein Postmann mit Hut in der Tradition von Autoren wie Paul Auster (Leviathan) oder Friedrich Dürrenmatt (Der Richter und sein Henker). Ferner arbeitet das Buch mit intertextuellen Verweisen auf Thomas Manns Novelle Tod in Venedig. So heißt der Hund des Kriminalbeamten Steinbichler Tadzio und wird am Ende des Romans ebenso zum Seelenführer des Protagonisten, wie es der Junge Tadzio in Manns Novelle wird. Das Ende des Buchs zitiert Mann fast wörtlich.
Wie im Film üblich, nutzt der Roman an herausragenden Stellen Musik zur Unterstützung, Charakterisierung und Kontrastierung wichtiger Szenen. Im Epilog befindet sich eine Playlist mit den in den Roman eingebetteten Songs. Der Autor stellt diese Playlist mit Links zu Youtube-Videos zudem auf seiner Homepage zur Verfügung. Damit nutzt er, wie vor ihm deutschsprachige Autoren wie Alban Nikolai Herbst oder Thomas Klupp, das Medium Internet für Buch-Updates und Zusatznutzen.

## Rezeption
Die literaturkritischen Einschätzungen gehen auseinander. Während Elke Heidenreich den Roman in ihrer Online-Sendung 'Lesen!' zum Buch der Woche deklariert und trotz nonlinearer Erzähltechnik Lesbarkeit und Humor betont, akzentuiert Zeit online den kafkaesken Hintergrund und die stilistischen Fertigkeiten des Buchs. Bei der Jury des Ingeborg-Bachmann-Preises 2008, der der Autor einen Auszug vortrug, fiel der Text hingegen durch. Eine ausführliche literaturkritische Interpretation des Buchs findet sich im Online-Literaturmagazin „Glanz und Elend“.